# Wolfgang Millgramm
Wolfgang Millgramm (* 16. April 1954 in Kühlungsborn) ist ein deutscher Opernsänger (Tenor) und Gesangspädagoge.

## Leben
Millgramm erhielt seine Ausbildung an der Hochschule für Musik Hanns Eisler in Berlin und studierte bei Günther Leib, Kammersänger Peter Gougaloff sowie bei Maestro Pier Miranda Ferraro in Mailand. 
Die Deutsche Staatsoper Berlin verpflichtete ihn noch während des Studiums, von 1984 bis 1992 war er festes Mitglied der Staatsoper Unter den Linden, darüber hinaus dem Haus als Gast verpflichtet. Durch die Berliner Staatsoper wurde er 1990 zum Kammersänger ernannt. 
Der Heldentenor sang während der Intendanz von John Dew an der Oper Dortmund die großen dramatischen Tenorpartien: Euryanthe (Adolar), Oberon (Hüon), Andrea Chénier (Andrea Chenier), Tannhäuser (Tannhäuser), Die Meistersinger von Nürnberg (Stolzing), Otello, Il trovatore (Manrico) und La juive (Eleazar). Mit Siegfried (Götterdämmerung), Hoffmann (Hoffmanns Erzählungen), Bacchus (Ariadne auf Naxos), Tristan, Florestan (Fidelio) und vor allem Tannhäuser gastierte er bei den Bayreuther Festspielen, an der Römischen Oper, dem Nationaltheater Prag, der New Israeli Opera, an der Ópera de Oviedo, der Stuttgarter Oper, der Königlichen Oper Stockholm, dem New National Theatre Tokyo und der Mailänder Scala. Erwähnenswert ist seine häufige Interpretation des Doktor Marianus in der Sinfonie Nr. 8 von Gustav Mahler, unter anderem in Wien, Bratislava, Madrid, Las Palmas und Montpellier. 
Entscheidend für seine Karriere war eine Neuproduktion von „Tristan und Isolde“ an der Königlichen Oper Stockholm. Die Produktion unter der Leitung von Leif Segerstam wurde von Naxos als Gesamtaufnahme herausgebracht. Die selten eingespielte Oper „Die ersten Menschen“ von Rudi Stephan hat er unter der Leitung von Mikko Franck mit dem Orchestre National de France in Paris aufgenommen.
Millgramm hat unter anderem mit den Dirigenten Otmar Suitner, Christian Thielemann, Jiri Kout, Heinz Fricke, Stefan Soltesz, Hans Wallat, Fabio Luisi, Mikko Franck, Michael Halàsz, Milan Horvat, Anton Reck und Wolfgang Rennert zusammengearbeitet.
2006 wurde Millgramm als ordentlicher Professor an die Folkwang Universität der Künste in Essen berufen.
Er lebt mit seiner Familie in Berlin.

## Diskografie
- Tristan und Isolde, Richard Wagner, Wolfgang Millgramm, Brigitte Fassbender, Lennard Forsén, Magnus Kyhle / Leif Segerstam,  NAXOS, Stockholm 2004
- Die ersten Menschen, Rudi Stephan, Millgramm, Nancy Gustafson, Donny Ray Albert, Franz Hawlata / Mikko Franck, Radio France, 2004
- Sinfonie Nr. 8, Gustav Mahler, Brigitte Hahn, Eva Jenis, Livia Agh, Doris Soffel, Jolana Fogasova, Wolfgang Millgramm, Karsten Mewes, Manfred Hemm / Ernst-Senff-Chor, MDR-Chor, MDR-Kinderchor / MDR-Sinfonieorchester / Fabio Luisi
- Ariadne auf Naxos, Richard Strauss, Norman, Gruberova, Varady, Frey, Bär, Millgramm / Kurt Masur, Philips 1988